# Heide Streiter-Buscher
Heide Streiter-Buscher, Geburtsname Buscher (* 14. September 1938 in Remscheid) ist eine deutsche Literaturhistorikerin und wissenschaftliche Publizistin. Sie ist als Fontaneforscherin tätig.

## Leben
Buscher wurde 1938 als Tochter eines Oberlandesgerichtsrats in Remscheid geboren. Sie besuchte Schulen in Bockenem und Düsseldorf. Nach dem Abitur 1958 am Cecilien-Gymnasium Düsseldorf studierte sie Germanistik, Kunstgeschichte und Klassische Archäologie an der Rheinischen Friedrich-Wilhelms-Universität Bonn, der Universität zu Köln und der Philipps-Universität Marburg. 1968 wurde sie bei Horst Rüdiger an der Philosophischen Fakultät in Bonn mit der Dissertation Die Funktion der Nebenfiguren in Fontanes Romanen. Unter besonderer Berücksichtigung von „Vor dem Sturm“ und „Der Stechlin“ zum Dr. phil. promoviert. Danach arbeitete sie als Verlagslektorin. Heute ist sie als wissenschaftliche Publizistin in Bonn tätig. Sie veröffentlichte u. a. im Jahrbuch der Deutschen Schillergesellschaft und in den Schriften der Theodor-Storm-Gesellschaft. 1992 mitbegründete sie mit Bettina Plett den Theodor-Fontane-Kreis im Rheinland. Streiter-Buscher forscht für die Theodor Fontane Gesellschaft in Neuruppin zum Schriftsteller und ist Herausgeberin mehrerer Schriftwechsel.

## Schriften (Auswahl)
- hrsg.: Der geplante Frieden. Zehn Perspektiven. Gustav Lübbe Verlag, Bergisch Gladbach 1972, ISBN 3-7857010-7-1.
- hrsg. mit Walter Keitel, Helmuth Nürnberger, (Bernhard Zand, Isabella Borinski, Gotthard Erler): Theodor Fontane. Werke, Schriften und Briefe. 3. Abteilung:  Erinnerungen, ausgewählte Schriften und Kritiken, Band 3: Reiseberichte und Tagebücher, 2 Teilbände, Hanser Verlag, München 1975, ISBN 978-3-446-10695-6 / ISBN 978-3-446-12397-7
- hrsg. mit Walter Keitel, Helmuth Nürnberger, Christian Andree: Theodor Fontane. Werke, Schriften und Briefe. 3. Abteilung: Erinnerungen, ausgewählte Schriften und Kritiken, Band 5: Zur deutschen Geschichte, Kunst und Kunstgeschichte, Hanser Verlag, München 1986, ISBN 978-3-446-11834-8.
- hrsg.: Heiteres und Besinnliches aus Theodor Fontanes „unechten“ Korrespondenzen. Verlag Walter de Gruyter, Berlin u. a. 1996. (engl. Ausgabe)
- hrsg.: Unechte Korrespondenzen (= Schriften der Theodor-Fontane-Gesellschaft, Band 1). 2 Bände, Verlag Walter de Gruyter, Berlin u. a. 1996, ISBN 3-11-014076-4 / ISBN 3-11-014076-4.
- hrsg.: Theodor Fontane. „Eine Zeitungsnummer lebt nur 12 Stunden“. Londoner Korrespondenzen aus Berlin. Verlag Walter de Gruyter, Berlin u. a. 1998, ISBN 3-11-015804-3.
- hrsg.: George Fontane. Mein liebes Ludchen. Briefe an die Schriftstellerin Ludovica Hesekiel 1869–1886. Verlag Pro Business, Berlin 2014, ISBN 978-3-86386-606-8.